# Agonizer
Agonizer – fińska grupa heavymetalowa z Pyhäjärvi założona w 1998. Pierwsze demo Eternal Night zespół nagrał studio Jambo w Iisalmi. Nagranie zostało dobrze przyjęte przez fińskie magazyny muzyczne. W następnym roku nagrywali w sławnym studio Astia w Lappeenranta. Astia swoją popularność zawdzięcza byciu domowym studiem Children of Bodom. Tam Agonizer nagrał swoje drugie demo Last Sing of Light. Niedługo po tym Olli Solitanner (wokal) opuścił zespół, a na jego miejsce przyjęto Pasiego Kärkkäinena. Styl śpiewania Pasiego różnił się bardzo od poprzedniego wokalisty, ale zespół był z tego bardzo zadowolony. Agonizer ponownie wszedł do Astii, tym razem nagrywając demo Last Sign of Light z nowym wokalistą. Później koncertowali wspólnie z Amorphis, Sonata Arctica i Children of Bodom.
W 2001 zespół nagrał demo Lord of Lies, lecz nie zostało ono zauważone przez wytwórnie muzyczne. Dopiero w 2002, kiedy zostało wysłane do Niemiec do wytwórni Century Media coś zaczęło się dziać. Negocjacje pomiędzy Agonizerem a Century Media trwały aż sześć miesięcy, jednak niczego nie przyniosły.
Następne demo Anthems of Agony zostało nagrane w 2002. Pod koniec lata w składzie zespołu ponownie zaszły zmiany. Gitarzysta Lasse Löytynoja opuścił zespół, zastąpił go Joni Laine. Ten okazał się bardzo różnym muzykiem od swojego poprzednika. Dołączenie Jonego do zespołu nadało muzyce Agonizera nowego brzmienia i wymiaru. Następne demo Cain zostało nagrane wiosną 2003. Cain zdobyło tytuł dema miesiąca w fińskim magazynie muzycznym Rumba.
Jesienią 2003 zespół ponownie wszedł do Astii aby nagrać nowy materiał. Planowano zacząć promocję zespołu od początku wiosny przyszłego roku. Wydano demo World of Fools. Agonizer postanowił wydać EPkę. Zawarto na niej dwie piosenki z Cain i dwie z demo World of Fools. EPka została wydana w marcu 2004 pod nazwą World of Fools.
W 2005 z zespołu musiał odejść perkusista, na jego miejsce przyszedł Atte Palokangas.

## Dyskografia
| 2004                           | World of Fools (EP) - Data: 2004 - Wydawca: brak (wydanie własne)      | –  |
| 2007                           | Birth / The End - Data: 4 sierpnia 2007 - Wydawca: Spinefarm Records   | 28 |
| 2016                           | Visions of the Blind - Data: 4 marca 2016 - Wydawca: Häive Productions | 49 |
| „–” pozycja nie była notowana. |                                                                        |    |